# 岩倉暢子
岩倉 暢子（いわくら ようこ、1978年 - ）は、日本放送協会デザインセンター映像デザイン部所属の劇場美術デザイナーである。
ドラマ『あまちゃん』で番組ロゴやセット、キャラクターをデザインした。

## 略歴
東京都生まれ。1991年、東洋英和女学院小学部卒業。1994年、東洋英和女学院中学部卒業。1997年、東洋英和女学院高等部卒業。
2001年に多摩美術大学美術学部建築学科（現・環境デザイン学科）を卒業後、日本放送協会に入局。

## 主な実績
- 2004年 - ミュージカルドラマ「ホシに願いを」
- 2010年 - 「その街のこども」
- 2013年 - 連続テレビ小説「あまちゃん」[2]
- 2015年 - 連続テレビ小説「まれ」[5]

## 受賞
- 2004年 - 伊藤熹朔賞テレビ部門新人賞受賞[6]
- 2010年 - 第36回放送文化基金賞 テレビドラマ番組部門 本賞受賞[7][出典無効]
- 2013年 - 伊藤熹朔賞テレビ部門本賞受賞[6][8]
- 2013年 - 東京ドラマアウォード2013
- 2014年 - エランドール賞特別賞